# Ophelina kinbergi
Ophelina kinbergi är en ringmaskart som beskrevs av Hansen 1882. Ophelina kinbergi ingår i släktet Ophelina och familjen Opheliidae. Inga underarter finns listade i Catalogue of Life.